# 23 (число)
23 (два́дцять три) — натуральне число між 22 і 24

## Математика
- шосте щасливе число
- 223 = 8388608

## Наука
- Атомний номер Ванадію

## Дати
- 23 рік; 23 рік до н. е.
- 1823 рік
- 1923 рік
- 2023 рік

## Культура
- «Число 23» (фільм)